# Gudesteo de Oviedo

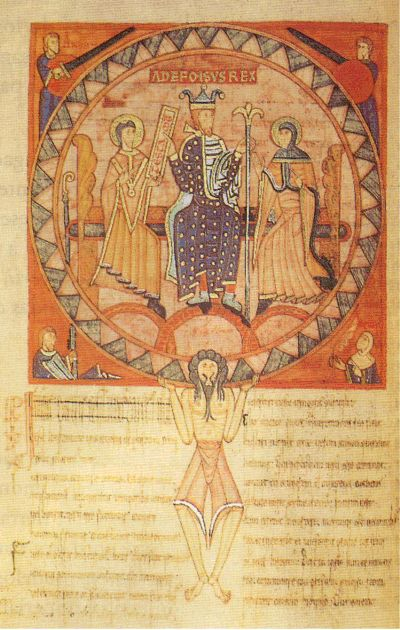
El rey Alfonso V de León en el centro, a su izquierda el obispo Gudesteo y a su derecha la reina Elvira Menéndez. Folio 53v del Libro gótico de los testamentos

Gudesteo de Oviedo (m. 1008/1012) fue obispo de Oviedo. Aunque se desconoce el lugar exacto de su nacimiento, probablemente era natural de Asturias según se desprende de la donación que realizó el 10 de julio de 1008 a la sede ovetense de la villa de Roboreto y otros bienes que había heredado de sus padres en el territorio de  Lena.
Fue elegido alrededor de 992, después del 2 de septiembre de ese año, cuando su antecesor, el obispo Bermudo confirmó como Ueremudus Ouetensis sedis episcopus una donación del rey Bermudo II y su esposa Elvira a la catedral de Oviedo, y antes del 18 de diciembre del año 1000 cuando ya Gudesteus Ouetensis episcopus robora una donación del rey Alfonso V.  Durante su pontificado, cuando el rey Bermudo II se refugió en Asturias, este monarca se trajo desde León los cuerpos de los mártires San Vicente, también abad, y San Pelayo por temor a que fueran profanados por las tropas de Almanzor que estaba haciendo grandes correrías y conquistas en las tierras de Castilla y León.
El 29 de agosto de 1006 confirmó como Gutesteus Dei gratia episcopus, la donación de varios monasterios e iglesias a la catedral por parte de la reina Velasquita, ya separada del rey Bermudo II. El 15 de mayo de 1011, se concedieron ciertas rentas de forma vitalicia por parte del cabildo y del obispo al conde Gundemaro y a su mujer Muniadona. El obispo Gudesteo consagró la iglesia de Santo Tomás de Boanes, en Granda en el concejo de Gijón, en el año 993. Durante su pontificado figuran en algunos documentos los obispos Adaganeo y Ponce que debieron ser corepíscopos.
Fue desterrado en fecha desconocida por Bermudo II quien ordenó el arresto del obispo y lo encarceló en el castillo de Prima de Reyna en Galicia durante tres años y después, arrepentido el rey, mandó a Jimeno, obispo de Astorga, que se había hecho cargo del gobierno de la sede ovetense, que lo liberara y fuera restituido en la mitra.
| Predecesor: Bermudo | Obispo de Oviedo 992 - 1012 | Sucesor: Adaganeo |